# دالیجان ترکیه
دالیجان ترکیه روستایی در دهستان فاروج بخش مرکزی شهرستان فاروج استان خراسان شمالی ایران است.

## جمعیت
بر پایه سرشماری عمومی نفوس و مسکن در سال ۱۳۹۵ جمعیت این مکان ۸۳ نفر (۳۴خانوار) بوده‌است.
بیشتر افراد این روستا به استان تهران مهاجرت کرده اند.